# 皮埃尔·比利亚尔

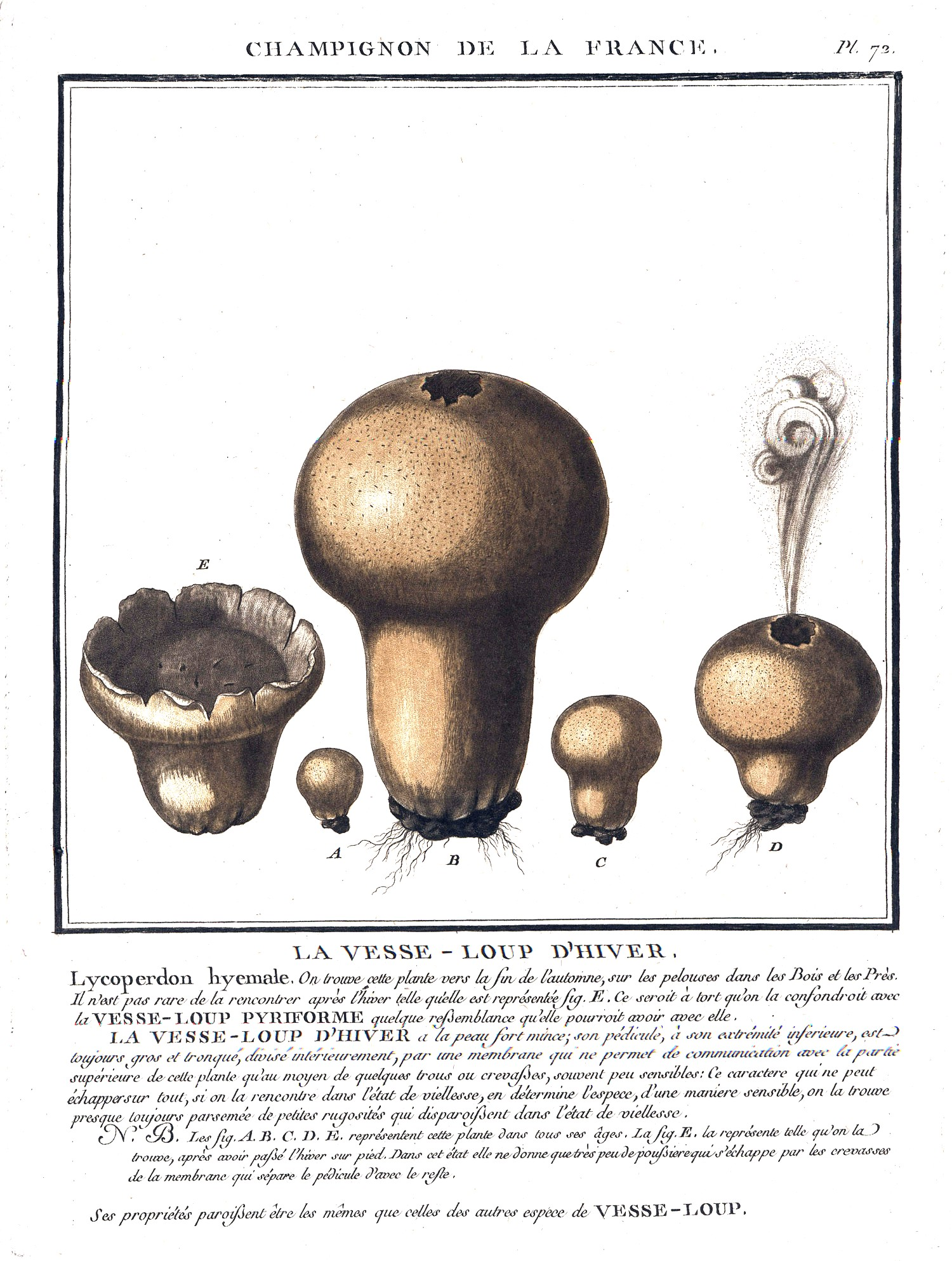
比利亚尔著作《Herbier de la France》的第72號圖板

让·巴蒂斯特·弗朗索瓦·皮埃尔·比利亚尔（法語：Jean Baptiste François Pierre Bulliard，發音：[ʒɑ̃ batist fʁɑ̃swa pjɛʁ byljaʁ]；1742年11月24日—1793年9月26日），法國醫學家與植物學家。
比利亚尔於朗格勒受教育，后来他在克莱尔沃修道院找到了一份工作，后搬到巴黎并那里学习医学。他曾指導過克洛德·迪潘將軍（1686年－1769年）的兒子。
比利亚尔的著作《Dictionnaire Elémentaire de Botanique》（1783年），在推廣與整合植物學術語與林奈分類系統做出貢獻。這本書尤其在真菌學領域非常重要，包含了602種食用菌中393種的描述。
他描述的物種中，較為著名的有美味牛肝菌、墨汁鬼傘與毒粉褶菌（Entoloma sinuatum）。

## 出版書籍
- 1776年－1780年，Flora Parisiensis
- 1780年－1793年，Herbier de la France （页面存档备份，存于）[2]
- 1783年，Dictionnaire élémentaire de botanique
- 1784年，Histoire des plantes vénéneuses et suspectes de la France
- 1791年－1812年，Histoire des champignons de la France completed by Étienne Pierre Ventenat (1757-1808).
- 1796年，Aviceptologie

## 外部連結
- works by Pierre Bulliard at Internet Archive